# Walercin
Walercin – wieś w Polsce położona w województwie mazowieckim, w powiecie mińskim, w gminie Dębe Wielkie.
Od 1 stycznia 1973 w gminie Dębe Wielkie. 5 października 1973 od sołectwa Walercin odłączono miejscowość Walercin-Kolonia i włączono ja do gminy Stanisławów.
W latach 1975–1998 miejscowość administracyjnie należała do województwa siedleckiego.
Spis powszechny w 2011 ustalił populację wsi na 142 osoby. Według danych przedstawionych przez władze gminne w 2020 było ich 123.
Wierni Kościoła rzymskokatolickiego należą do parafii św. Katarzyny w Pustelniku.